# 14181 Koromházi
A 14181 Koromházi (ideiglenes jelöléssel 1998 WX6) a Naprendszer kisbolygóövében található aszteroida. Sárneczky Krisztián és Kiss László fedezte fel 1998. november 20-án. A kisbolygót Sárneczky Krisztián az édesanyjáról, Koromházi Beátáról nevezte el.